# Rebutia kariusiana

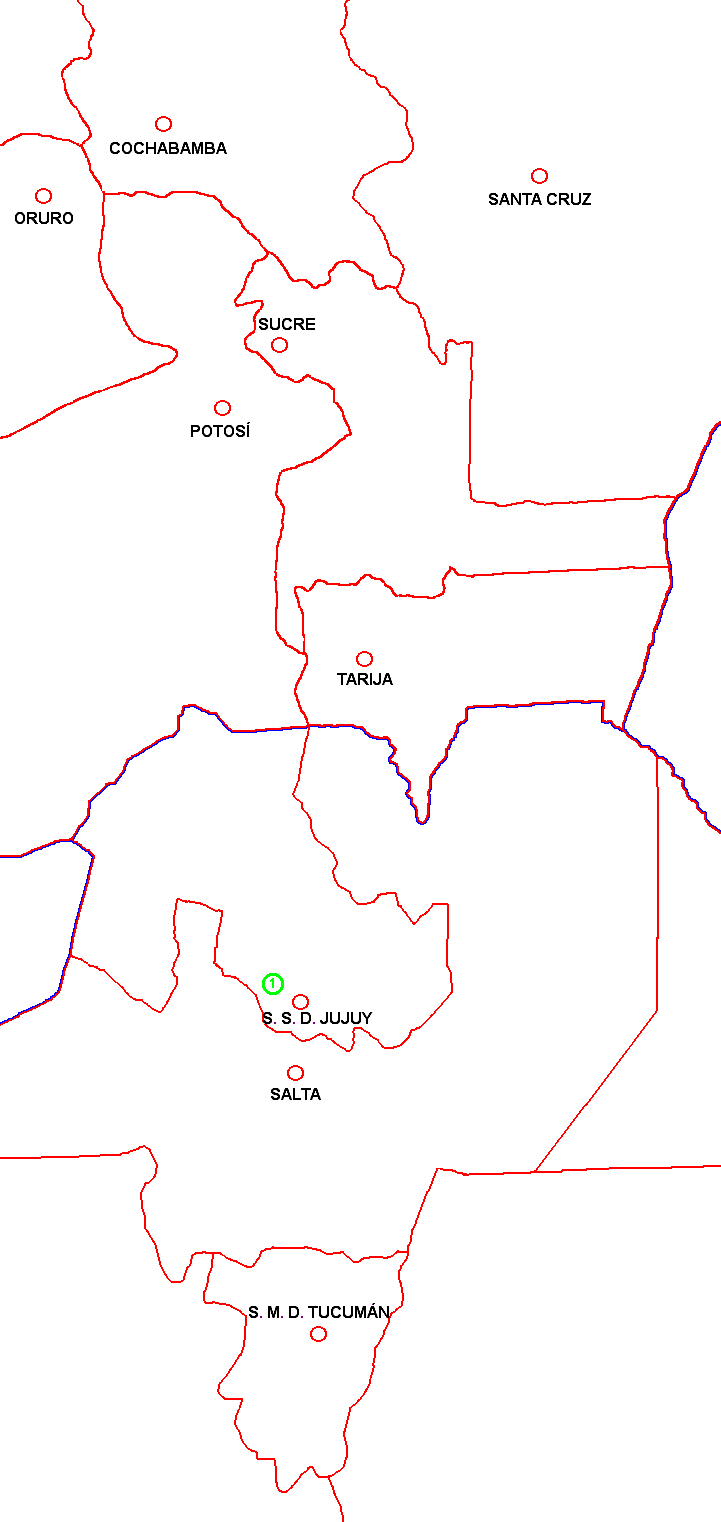
Mapa rozšíření R. kariusiana

Rebutia kariusiana je mimořádně pěkný druh rodu rebucie, nápadný svými cizosprašnými květy zvláštního růžového odstínu, který bývá přirovnáván k barvě peří plameňáků. Pojmenován byl na počest dr. Kariuse z Muggensturmu (Baden-Württembersko).

## Rebutia kariusianaWessn.
Wessner, Willi; Kakteen und andere Sukkulenten, 14: 149, 1963
Sekce Rebutia, řada Wessneriana
Synonyma: 
- Rebutia calliantha Bewer. var. kariusiana (Wessn.) Buin. et Don.; Cactus and Succulent Journal of Great Britain, 27: 41, 1965
- Rebutia minuscula K.Sch. f. kariusiana (Wessn.) Donald, Ashingtonia, 2: 43, 1976

### Popis
Tělo jednoduché nebo málo odnožující, kulovité, až asi 50 mm v průměru, pokožka listově zelená, temeno snížené a otrněné. Žebra spirálovitá, rozložená v hrbolky; areoly dlouho šedohnědě plstnaté, asi 5 mm vzdálené. Okrajových trnů 8 - 10, 3 - 6 mm dlouhé, bílé až světle hnědé, zpočátku světlejší; středové trny 3 - 4, až 6 mm dlouhé, tmavě hnědé, na bázi zesílené.
Květy asi 45 mm dlouhé, 40 mm široké, uvnitř i vně růžové, v barvě intenzívně růžové zbarvených plameňáků; poupata špičatá, světle zelená; lůžko květní bledě až olivově zelené; trubka 12 mm dlouhá, s bledě zelenými šupinami; nitky žluté; čnělka nahoře bílá, dole narůžovělá, blizna žlutá; okvětní lístky špičatě kopinaté, vnější se světle nahnědlým středním proužkem na vnější straně. Plod ve zralosti žlutozelený, 6 mm v průměru. Semena leskle černá, hilum bílé.

### Variety a formy
Rebutia kariusiana projevuje v našich sbírkách jen minimální variabilitu. Barevný odstín květů je velmi jednotný a charakteristický. Drobné rozdíly v odstínu vybarvení trnů jsou zřejmě jen důsledkem rozdílů kultury, případně stáří rostlin. Nově nebyl tento druh asi žádným sběratelem znovu nalezen, žádný sběr alespoň nebyl k tomuto jménu přiřazen.

### Výskyt a rozšíření
Oblast rozšíření R. kariusiana leží v severní Argentině, v provincii Salta. mezi areály Rebutia violaciflora a Rebutia beryllioides. Podle jiných informací byla původní rostlina (rostliny?) objevena v zásilce R. marsoneri a měla by pocházet z oblasti výskytu tohoto druhu, tedy z provincie Jujuy.